# Listă de filme britanice din 2000
Aceasta este o listă de filme britanice din 2000:

## Lista
| 2000                            |                                          |                                                    |                  |                                                               |  |
| Aberdeen                        | Hans Petter Moland                       | Stellan Skarsgård, Lena Headey, Charlotte Rampling | Drama            | Co-production with Sweden                                     |  |
| The Asylum                      | John Stewart                             | Steffanie Pitt, Nick Waring, Ingrid Pitt           | Horror           |                                                               |  |
| The Beach                       | Danny Boyle                              | Leonardo DiCaprio, Tilda Swinton, Robert Carlyle   | Drama            |                                                               |  |
| Beautiful Joe                   | Stephen Metcalfe                         | Sharon Stone, Billy Connolly                       | Comedy/Drama     |                                                               |  |
| Best                            | Mary McGuckian                           | John Lynch, Ian Bannen                             | Sports/Biopic    |                                                               |  |
| Billy Elliot                    | Stephen Daldry                           | Jamie Bell, Gary Lewis, Julie Walters              | Drama            |                                                               |  |
| Blood                           | Charly Cantor                            | Adrian Rawlins, Lee Blakemore                      | Horror           |                                                               |  |
| Borstal Boy                     | Peter Sheridan                           | Shawn Hatosy, Danny Dyer                           | Drama            |                                                               |  |
| Bread and Roses                 | Ken Loach                                | Pilar Padilla, Adrien Brody                        | Drama            | Entered into the 2000 Cannes Film Festival                    |  |
| Breathtaking                    | David Green                              | Joanne Whalley, Lorraine Pilkington                | Thriller         |                                                               |  |
| Chicken Run                     | Nick Park                                | Julia Sawalha, Mel Gibson, Miranda Richardson      | Animated Comedy  |                                                               |  |
| Chocolat                        | Lasse Hallström                          | Juliette Binoche, Judi Dench                       | Romance          |                                                               |  |
| The Claim                       | Michael Winterbottom                     | Peter Mullan, Milla Jovovich                       | Western/Romance  |                                                               |  |
| Complicity                      | Gavin Millar                             | Jonny Lee Miller, Brian Cox                        | Drama            |                                                               |  |
| Essex Boys                      | Terry Winsor                             | Sean Bean, Alex Kingston                           | Crime drama      |                                                               |  |
| Five Seconds to Spare           | Tom Connolly                             | Andy Serkis, Ray Winstone                          | Thriller         |                                                               |  |
| Gangster No. 1                  | Paul McGuigan                            | Malcolm McDowell, Paul Bettany                     | Crime drama      |                                                               |  |
| Gladiator                       | Ridley Scott                             | Russell Crowe, Oliver Reed                         | Drama            |                                                               |  |
| The Golden Bowl                 | James Ivory                              | Kate Beckinsale, James Fox                         | Literary drama   |                                                               |  |
| Greenfingers                    | Joel Hershman                            | Helen Mirren, Clive Owen                           | Comedy           |                                                               |  |
| Honest                          | David A. Stewart                         | Peter Facinelli                                    | Crime            | Screened at Cannes                                            |  |
| Hotel Splendide                 | Terence Gross                            | Toni Collette, Daniel Craig                        | Comedy           |                                                               |  |
| House!                          | Julian Kemp                              | Kelly MacDonald, Jason Hughes                      | Comedy           |                                                               |  |
| How to Kill Your Neighbor's Dog | Michael Kalesniko                        | Kenneth Branagh, Robin Wright Penn                 | Comedy           |                                                               |  |
| Kevin & Perry Go Large          | Ed Bye                                   | Harry Enfield, Kathy Burke, Rhys Ifans             | Comedy           | TV spin-off                                                   |  |
| Kiss Kiss (Bang Bang)           | Stewart Sugg                             | Stellan Skarsgård, Chris Penn                      | Comedy           |                                                               |  |
| Liam                            | Stephen Frears                           | Ian Hart, Claire Hackett, Anthony Borrows          | Drama            |                                                               |  |
| Love's Labour's Lost            | Kenneth Branagh                          | Kenneth Branagh, Nathan Lane, Adrian Lester        | Shakespearean    |                                                               |  |
| Love, Honour and Obey           | Dominic Anciano, Ray Burdis              | Jonny Lee Miller, Jude Law                         | Crime            |                                                               |  |
| Mad About Mambo                 | John Forte                               | William Ash, Keri Russell                          | Romantic comedy  | Co-production with the Republic of Ireland                    |  |
| The Man Who Cried               | Sally Potter                             | Christina Ricci, Cate Blanchett, Johnny Depp       | Drama            |                                                               |  |
| Maybe Baby                      | Ben Elton                                | Hugh Laurie, Joely Richardson                      | Romantic comedy  |                                                               |  |
| No Maps for These Territories   | Mark Neale                               | William Gibson, Jack Womack                        | Documentary      |                                                               |  |
| Nora                            | Pat Murphy                               | Ewan McGregor, Susan Lynch                         | Drama            | Co-production with Germany, Italy and the Republic of Ireland |  |
| One of the Hollywood Ten        | Karl Francis                             | Jeff Goldblum, Greta Scacchi                       | Drama            | Co-production with Spain                                      |  |
| Out of Depth                    | Simon Marshall                           | Sean Maguire, Danny Midwinter                      | Thriller         |                                                               |  |
| Pandaemonium                    | Julien Tempe                             | Linus Roache, John Hannah                          | Biopic           |                                                               |  |
| Paranoid                        | John Duigan                              | Jessica Alba, Iain Glen                            | Drama            |                                                               |  |
| Purely Belter                   | Mark Herman                              | Chris Beattie, Greg McLane                         | Comedy/Drama     |                                                               |  |
| Quills                          | Philip Kaufman                           | Geoffrey Rush, Kate Winslet, Joaquin Phoenix       | Historical drama |                                                               |  |
| Relative Values                 | Eric Styles                              | Julie Andrews, Colin Firth                         | Comedy           |                                                               |  |
| Sabotage!                       | Esteban Ibarretxe, Jose Miguel Ibarretxe | David Suchet, Stephen Fry                          | Comedy           | Co-production with Spain and France                           |  |
| Saving Grace                    | Nigel Cole                               | Brenda Blethyn, Craig Ferguson                     | Comedy           |                                                               |  |
| Sexy Beast                      | Jonathan Glazer                          | Ray Winstone, Ben Kingsley                         | Crime/Thriller   |                                                               |  |
| A Shot at Glory                 | Michael Corrente                         | Robert Duvall, Michael Keaton                      | Sport            |                                                               |  |
| Snatch                          | Guy Ritchie                              | Jason Statham, Stephen Graham, Brad Pitt           | Heist/Thriller   |                                                               |  |
| Some Voices                     | Simon Cellan Jones                       | Daniel Craig, David Morrissey                      | Comedy/Drama     |                                                               |  |
| There's Only One Jimmy Grimble  | John Hay                                 | Lewis McKenzie, Gina McKee, Ray Winstone           | Sports/Drama     |                                                               |  |
| Up at the Villa                 | Philip Haas                              | Kristin Scott Thomas, Sean Penn                    | Drama            |                                                               |  |
| When the Sky Falls              | John Mackenzie                           | Joan Allen, Patrick Bergin                         | Crime            | Co-production with Republic of Ireland                        |  |